# Dionigi Tettamanzi
Dionigi Tettamanzi (1934–2017) là một Hồng y người Italia của Giáo hội Công giáo Rôma. Ông từng đảm nhận vai trò Hồng y Đẳng Linh mục Nhà thờ Ss. Ambrogio e Carlo và Tổng giám mục đô thành Tổng giáo phận Milano trong 9 năm, từ năm 2002 đến năm 2011.
Vốn là một giáo sĩ trong vai trò lãnh đạo giáo hội địa phương, ông từng đảm trách nhiều vai trò khác nhau trước khi tiến đến trở thành Tổng giám mục đô thành Milano, như: Tổng giám mục đô thành Tổng giáo phận Ancona–Osimo (1989–1991), Tổng giám mục đô thành Tổng giáo phận Genova (1995–2002); sau khi hồi hưu, ông giữ vai trò Giám quản Tông Tòa Giáo phận Vigevano (2012–2013). Song song với nhiệm vụ tại Milano, ông còn kiêm nhiệm vai trò Thành viên Hội đồng Hồng y Nghiên cứu và Giải quyết các vấn đề Kinh tế Tòa Thánh. Ngoài lãnh đạo các giáo phận được bổ nhiệm, ông còn đảm nhận nhiều vị trí quan trong tại Hội đồng giám mục quốc gia như: Chủ tịch Hội đồng Giám mục Italia (1991–1995). Ông được vinh thăng Hồng y ngày 21 tháng 2 năm 1998, bởi Giáo hoàng Gioan Phaolô II.

## Tiểu sử
Hồng y Dionigi Tettamanzi sinh ngày 14 tháng 3 năm 1934 tại Renate, Tổng giáo phận Milano, Italia. Sau quá trình tu học dài hạn tại các cơ sở chủng viện theo quy định của Giáo luật, ngày 28 tháng 6 năm 1957, Phó tế Tettamanzi, 23 tuổi, tiến đến việc được truyền chức linh mục. Cử hành nghi thức truyền chức cho tân linh mục là Tổng giám mục Giovanni Battista Enrico Antonio Maria Montini, Tổng giám mục đô thành Tổng giáo phận Milano và địa điểm truyền chức là tại Thánh đường Milano, Tổng giáo phận Milano. Tân linh mục đồng thời cũng là thành viên linh mục đoàn Tổng giáo phận Milano.
Sau 22 năm thi hành các công việc mục vụ với thẩm quyền và cương vị của một linh mục, ngày 1 tháng 7 năm 1989, Tòa Thánh loan tin Giáo hoàng đã quyết định tuyển chọn linh mục Dionigi Tettamanzi, 56 tuổi, gia nhập Giám mục đoàn Công giáo Hoàn vũ, với vị trí được bổ nhiệm là Tổng giám mục đô thành Tổng giáo phận Ancona–Osimo. Lễ tấn phong cho vị giám mục tân cử được tổ chức sau đó tại Thánh đường Milano, Tổng giáo phận Milano vào ngày 23 tháng 9 cùng năm, với phần nghi thức chính yếu được cử hành cách trọng thể bởi 3 giáo sĩ cấp cao, gồm chủ phong là Hồng y Carlo Maria Cardinal Martini, S.J., Tổng giám mục đô thành Tổng giáo phận Milano; hai vị giáo sĩ còn lại, với vai trò phụ phong, gồm có Tổng giám mục Carlo Maccari, Nguyên Tổng giám mục đô thành Tổng giáo phận Ancona–Osimo và Giám mục Bernardo Citterio, giám mục phụ tá Tổng giáo phận Milano. Tân giám mục chọn cho mình khẩu hiệu: GAUDIUM ET PAX. Một tuần sau khi được truyền chức, ông chính thức nhận giáo phận mới của mình, vào ngày 1 tháng 10.
Chỉ hơn 1 năm sau khi được bổ nhiệm làm Tổng giám mục, ông xin từ nhiệm và được Tòa Thánh chấp thuận vào ngày 6 tháng 4 năm 1991.
Bốn năm sau khi từ nhiệm, Tòa Thánh loan tin Giáo hoàng đã tái bổ nhiệm Tổng giám mục Dionigi Tettamanzi giữ nhiệm sở mới, Tổng giáo phận Genova. Thông báo bổ nhiệm chính thức được công bố vào ngày 20 tháng 4 năm 1995. Tân Tổng giám mục Genova chính thức cử hành các nghi thức nhận giáo phận của mình vào ngày 18 tháng 6 cùng năm.
Bằng việc tổ chức công nghị Hồng y năm 1998 được cử hành chính thức vào ngày 21 tháng 2, Giáo hoàng Gioan Phaolô II đưa ra quyết định vinh thăng Tổng giám mục Dionigi Tettamanzi tước vị danh dự của Giáo hội Công giáo, Hồng y. Tân Hồng y thuộc Đẳng Hồng y Linh mục và Nhà thờ Hiệu tòa được chỉ định là Nhà thờ Ss. Ambrogio e Carlo. Ông đã đến nhà thờ hiệu tòa của mình và cử hành các nghi thức nhận nhiệm sở mới này sau đó vào ngày 4 tháng 11 cùng năm. Từ ngày 3 tháng 6 năm 2000, ông kiêm thêm nhiệm vụ Thành viên Hội đồng Hồng y Nghiên cứu và Giải quyết các vấn đề Kinh tế Tòa Thánh.
Tòa Thánh quyết định thuyên chuyển Tổng giám mục Dionigi Tettamanzi làm tổng giám mục đô thành Tổng giáo phận Milano vào ngày 11 tháng 7 năm 2002 Ông đã cử hành các nghi thức nhận chức vụ mới vào ngày 14 tháng 9 cùng năm.
Ngày 28 tháng 6 năm 2011, Tòa Thánh chấp thuận đơn xin từ nhiệm của ông, vì lý do tuổi tác, theo Giáo luật. Ông giữ vai trò Giám quản Tông Tòa Giáo phận Vigevano trong thời gian ngắn, từ ngày 24 tháng 7 năm 2012 đến ngày 20 tháng 7 năm 2013.
Ông qua đời ngày 5 tháng 8 năm 2017, thọ 83 tuổi.